# باول إرنست ويلهلم هارتمان
باول إرنست ويلهلم هارتمان (بالنرويجية البوكمول: Paul Hartmann)‏ هو محامي وسياسي نرويجي، ولد في 12 أكتوبر 1878 في كونغسبرغ في النرويج، وتوفي في 5 ديسمبر 1974 في أوسلو في النرويج.

## مناصب
- انتخب وزير (12 مايو 1945 – 30 مايو 1945).
- انتخب Minister of Finance of Norway ‏ (20 مارس 1942 – 25 يونيو 1945).
- انتخب Minister of Finance of Norway ‏ (28 نوفمبر 1941 – 28 فبراير 1942).
- انتخب وزير بدون حقيبة وزارية (19 سبتمبر 1941 – 28 نوفمبر 1941).